# Senoculus plumosus
Senoculus plumosus is een spinnensoort uit de familie Senoculidae. De soort komt voor in Brazilië.